# Jurij Kondakow
Jurij Gieorgijewicz Kondakow (ros. Юрий Георгиевич Кондаков; ur. 24 listopada 1951 w Lesnoju) – rosyjski łyżwiarz szybki reprezentujący ZSRR, srebrny medalista olimpijski i brązowy medalista mistrzostw świata.

## Kariera
Pierwszy sukces w karierze Jurij Kondakow osiągnął w 1972 roku, kiedy zwyciężył podczas mistrzostw świata juniorów w Lisleby. Na rozgrywanych trzy lata później mistrzostwach świata w wieloboju w Oslo zajął trzecie miejsce. W zawodach tych wyprzedzili go jedynie Harm Kuipers z Holandii oraz inny reprezentant ZSRR, Władimir Iwanow. Rok później, podczas igrzysk olimpijskich w Innsbrucku zdobył srebrny medal w biegu na 1500 m. Uległ tam jedynie Norwegowi Janowi Egilowi Storholtowi, a trzecie miejsce zajął Holender Hans van Helden. Kondakow brał także udział w igrzyskach olimpijskich w Lake Placid w 1980 roku, gdzie na dystansie 1500 m był piąty. W latach 1973, 1975 i 1980 zwyciężał w biegu na 1500 m podczas mistrzostw ZSRR, wygrywając także na dystansie 10 000 m w 1974 roku oraz w wieloboju i biegu na 5000 m w 1975 roku.
Ustanowił trzy rekordy świata.